# Узрочност (право)
Узрочност је веома битан правни термин, који испитује однос између одређене радње и њене последице. Правни појам узрочности подразумева идеју о субјекту који је изазвао последицу. Радња тог субјекта налази се на почетку каузалног ланца. При томе се радња дефинише као узрок, а однос се назива узрочни однос. Та радња је једини догађај чији се узрок не разматра. 

## Основни концепт
Правни системи, у већој или мањој мери, настоје да подрже идеје правичности и правде. Ако држава намерава да казни некога или захтева да та особа надокнади штету другој због претрпљених губитака, одговорност се намеће у складу са идејом да они који другима наносе штету треба да сносе последице за своје поступке. Последице произилазе из чињења и нечињења. 
Што је исход радње предвидљивији, већа је вероватноћа да је учинилац повреду или угрожавање проузроковао с намером. То једноставно правило произилази из практичног искуства које подразумева да догађаји имају природан ток, да би разуман и пажљив човек у истој ситуацији предвидео да је последица вероватна, да је губитак природно проузрокован повредом уговорне обавезе или опште обавезе итд. 
Сама узрочност неког догађаја није увек довољна да се утврди правна одговорност. У неким случајевима, узрочност је само један од услова за утврђивање правне одговорности (субјективна одговорност). У другим случајевима, пак, узрочност је једини услов за правну одговорност (објективна одговорност). Због тешкоћа у утврђивању узрочности, право се често у тим ситуацијама преплиће са филозофским доктринама које се баве узрочношћу. 

### Однос филозофског и правног појма узрочности
Филозофски појам узрока подразумева да узрок представља збир позитивних и негативних услова, укупност евентуалности свих врсте при чијем деловаљу последица неизбежно следи. Научни исказ о узрочној вези представља исказ законитости у односу између две врсте догађаја, а конкретна узрочна веза само је једна ситуација у којој се та законитост испољила. У научном смислу, каузална веза у сваком појединачном случају представља манифестацију неке опште законитости. Конкретан узрок и последица представници су одређене врсте догађаја. 
Данашња правна наука и судска пракса полазе од тога да између две појаве мора постојати веза у смислу природних наука, да би се могла потврдити узрочност у правном смислу. Појам узрочне везе у филозофском смислу и у смислу правних наука служи као подлога на којој правник гради своје схватање о каузалитету.
Узрочно-последична веза у правном смислу подразумева примену одређене, унапред откривене или усвојене, генерализације на конкретан случај. Сврха утврђивања узрочности у праву је у приписивању заслуга и одговорности. Циљ утврђивања узрочне везе је да се оцени да ли се и у ком обиму један субјект може сматрати одговорним за оно до чега је дошло након његове интервенције у редован ток ствари и у вези с том његовом интервенцијом. Судови примењују унапред откривене или усвојене генерализације како би утврдили постојање узрочне везе у конкретном случају у циљу евентуалног утврђивања одговорности. 

## Утврђивање узрочности

### Узрочност у кривичном праву
Један од најтежих проблема са којима се кривично право одувек суочавало, представља утврђивање узрочног односа између радње и последице кривичног дела. Оно се код кривичних дела угрожавања уопште, заснива на утврђивању хипотетичког узрочног тока, који суд мора да утврди на основу искуства и околности сваког конкретног случаја, посебно с обзиром на карактер и меру кршења прописа.
Узрочност је релевантна само код оних кривичних дела, која за свој исход имају последицу у ужем смислу. Нема узрочне везе код оних дела која као конститутивни елемент у свом бићу не садрже последицу. Сама последица је ту консумирана радњом извршења. На пример, код кривичног дела давања лажног исказа, радња давања лажног исказа је довршена самим давањем лажног исказа, без потребе за наступањем одређене последице. Сама последица наступила је довршењем радње извршења. 
Узрочност не спада у проблематику радње кривичног дела. Она је, као и последица, могући елемент одређених кривичних дела уколико то произилази из њиховог законског описа, односно њиховог бића. 
Основни проблем узрочности састоји се у издвајању једног од мноштва услова, који доприносе наступању последице и његовом означавању као узрока последице. У пракси, најчешћи су случајеви да је људска радња непосредни услов забрањене последице и у том случају је, узрочна веза несумњива. Проблем настаје у оним, истина ређе случајевима, када се између људске радње и забрањене последице не види директна веза, тј постоје један или више других догађаја као услов последице. Тај проблем у науци кривичног права се назива прекид узрочне везе.

### Узрочност у грађанском праву
Одговорност за штету не може да се заснује без одговарајуће узрочне везе. Да би поводом неке штете настао однос одговорности, неопходно је да та штета буде проузрокована. Штета се сматра проузрокованом ако њен настанак може да се припише радњи одређеног субјекта, а не случају или вишој сили. Суд тражи одговор на конкретно питање о томе да ли се одређена штетникова радња може назвати узроком штете или је та радња била део околности под којима је нешто друго деловало као узрок. 
За заснивање одговорности неопходно је да је до штете дошло из неког узрока који се може приписати одговорном лицу. Тај узрок може да буде његова сопствена радња и то је онда одговорност за сопствени чин. Узрок штете може бити и радња неког другог лица за које одговорно лице одговара. Тада је реч о одговорности за другог. Поврх тога, штета може бити последица неког другог узрока чије деловање може да се припише одговорном лицу. 

## Правне теорије о узрочности
Утврђивање узрочне везе за потребе одлучивања о одговорности налаже да се усвоји један нормативни механизам помоћу ког се из скупа фактичких последица елеминишу оне због којих би било неразумно или непожељно наметнути одговорност. Не постоји никаква општеобавезна норма о томе шта се у праву треба разумети као узрочност. Правна наука је развила читав низ теорија, да би помоћу њих ограничила превелику одговорност која би могла исходити из филозофског учења о узрочној вези. 

### Теорија адекватне узрочности
Међу многим учењима насталим крајем 19. века, посебно је значајна теорија адекватне узрочности. Она и данас представља владајуће становиште немачке и швајцарске теорије и праксе. Сем тога, стекла је више присталица у Француској и Аустрији, па донекле и у бившем Совјетском Савезу. То је најраспрострањеније учење о узрочној вези у области грађанске одговорности. Према овој теорији, узрок је само онај претходни догађај који је према редовном току ствари и према животном искуству подесан да изазове конкретну штетну последицу. 
Као адекватан може да се оцени само онај узрок који је према редовном току ствари, здравом разуму и општем животном искуству подесан да изазаове штету какву је претрпео оштећеник. Мерило адекватности каузалне везе може да буде објективно или субјективно. Објективна процена адекватности узрока ослања се на опште животно искуство, укупна акумулирана знања без обзира на то да ли су она била доступна одговорном лицу у време проузроковања штете и чак на знања која су у то време била недоступна било коме, него су стечена након што је проузрокована штета. Супротно, субјективна процена адекватности узрочне везе, ослонила би се на животно искуство конкретног одговорног лица, на знања која је он имао или је требало да има у време проузроковања штете. 
Теорија адекватности је у кривичном праву подобна да искључи урачунавање само крајње атипичних и мало вероватних каузалних токова, те се и формулише у негативном облику – учиниоцу се посматрана последица не може урачунати уколико изгледа невероватно да радња за собом повлачи њено наступање. Слабост ове теорије је што елиминише атипичне случајеве и ако су управо они, у изузетним ситуацијама, узрок наступања последице. Зато, теорија адекватне узрочности може да послужи као допунски критеријум, у смислу сужавања броја услова, који се према теорији еквиваленције могу сматрати узроком.

### Теорија услова или теорија еквивалентности
У својој изворној формули, коју је аустријски процесуалиста Глазер обликовао још 1843. године, а даље 1873. разрадио Бури – каузалан је сваки услов који се не може пренебрегнути, а да последица не отпадне, позната такође као формула лат. condicio sine qua non.
Узроци су сви релевантни услови, тј. они без којих не би наступила последица. Ова теорија изједначава све услове, који су на било који начин допринели наступању последице. Једна радња је узрок догађаја којем временски претходи ако се методом хипотетичке елиминације може накнадно установити да је иста радња била нужан услов потоњег догађаја. 
Теорији услова или еквивалентности одговара engl. the but-for test као формула за препознавање узрочности у енглеском и сродним правним системима. Приликом утврђивања узрочне везе као једног од услова одговорности, суд поставља питање да ли би до штете дошло да се штетник другачије понашао (engl. but for the defendant's conduct).
Ова теорија се назива и теоријом еквиваленције зато што придаје једнак значај свим условима који су довели до тога да се одређена појава манифестује на начин на који се манифестовала. Сви услови који воде ка једном догађају једнако су важни и сви имају статус узрока зато што би елиминација било ког појединачног услова значила и изостанак самог догађаја. 
Слабост ове теорије је у томе што исувише проширује појам узрока. Њеном применом, губи се из вида разлика између услова и узрока. Сваки услов се квалификује као узрок. Нпр, у теоријском случају двоструке узрочности, када два учиниоца, потпуно независно један од другог, изврше исто кривично дело, са истом могућом последицом. Срећом, истовременост се тешко доказује и ретко дешава, па би се већина практичних случајева овом теоријом могло решити применом правила да је последицу проузроковала прва радња.

### Теорија објективног урачунавања
Према теорији о објективном урачунавању, узрочност је само неопходна претпоставка да би се неко дело одређеном учиниоцу могло приписати.
- У првој фази потребно је установити постојање везе између радње и последице, што се своди на разматрање питања узрочности. Применом теорије еквиваленције испитује се да ли радња учиниоца представља узрок наступања последице.[4]
- У другој фази, да би се смањио број услова који се могу сматрати узроком, а без којег последица не би наступила, приступа се утврђивању везе између радње и последице. Утврђује да ли последица може објективно да се припише учиниоцу као његово дело[4] и разматра да ли је учинилац могао да управља догађајем, односно да ли се цео догађај може свести на једну личност, као субјекат догађаја.

Пошто не постоји апсолутна могућност владања над током догађаја, да би се неком лицу приписала последица, као његово дело, довољно је што је то лице својом радњом створило или повећало опасност из које је проистекла последица.

### Узрочност код нечињења
Код нечињења се поставља питање да ли се и нечињењем може проузроковати одређена промена у спољном свету, тј. да ли је нечињење као узрок могућ код кривичних дела нечињења. За постојање кривичног дела потребно је утврдити повезаност између пропуштања одређене радње и наступања последице кривичног дела. Међутим, пропуштање само по себи не може проузроковати никакву последицу.
Постоје различита теоретска схватања која траже узрочност у нечињењу. Према теорији нечињења, сматра да је услов последице све оно што је допринело произвођењу исте, другим речима, без чега она не би била произведена. Тада је нечињење негативни услов. Ако се узрочност код нечињења састоји у пропуштању да се један узрочни ланац скрене са свог редовног тока, чиме долази до забрањене последице, то је у ствари исто хипотеза – хипотетичка узрочност.
Поставља се питање шта би било ако би се предузела радња коју је неко лице (гарант) било дужно да предузме. Ако се утврди да у том случају последица не би наступила, сматра се да узрочност постоји. Тачније, треба поставити питање да ли би последица изостала да је гарант предузео радњу, коју је био дужан да предузме. Тешко је одредити одговарајући степен вероватноће, да би се нека кривично дело пропуштања објективно могло приписати гаранту.
У савременој кривичноправној теорији постоје у том погледу два схватања:
1. Потребан је висок степен вероватноће који се граничи са потпуном сигурношћу.
2. Довољно је да предузета радња доводи до умањења ризика у односу на опасност која прети заштићеном добру.

И ако друго схватање у новије време има све више присталица, оно је неприхватљиво зато што знатно проширује случајеве, обухватајући и оне у којима је отклањање последице и поред предузете радње веома неизвесно. Полазећи од начела законитости прихватљивије је прво схватање. 
Једна од најважнијих разлика између грађанског и кривичног права уопште, односи се на разлике између узрочности у грађанском и узрочности у кривичном праву. Док у кривичном праву узрочна веза између радње и последице мора да буде на граници потпуне сигурности, дотле се у грађанском праву може прихватити да степен вероватноће у односу између радње и последице, да степен вероватноће да ће последица наступити или неће наступити, буде нешто нижи.
У нашим судовима веома су ретки примери објављених пресуда, које се односе за дела нечињења, али зато у немачкој пракси има много пресуда у којима се разјашњавају животни случајеви нечињења у разним облицима, где се упућује на разграничење дела чињења и нечињења сходно социјално-персоналним теоријама.

## Оријетациони критеријуми
У теорији постоји схватање да се питање узрочности не може решити помоћу неке формуле, односно теорије, али се могу поставити одређени оријентациони критеријуми. Ти критеријуми, према Николи Срзентићу - Александру Стајићу су следећи:
- Узрочност у кривичном праву се мора наслањати на учење о узрочности дијалектичког материјализма
- У случају постојања даљих и ближих услова, односно посредних и непосредних услова, непосредни услови су увек узроци последице.
- Узрок се увек ограничава на људску радњу, чак и онда када није имала претежан значај за наступање последице.
- У случају прекида узрочне везе заснивања новог узрочног односа, услов који је покренуо првобитни узрочни однос не може бити узрок коначне последице.
- Питање узрочности треба посматрати одвојено од виности.

Ови критеријуми могу да буду корисни за решавање проблема узрочности, али само као путокази у решавању узрочности неког конкретног случаја.